# Dvojrole
Dvojrole je označení situace, kdy herec nebo herečka v témže literárně-dramatickém či audiovizuálním díle ztvárňuje hned dvě navzájem různé postavy. Kromě zvýšených nároků na hereckou práci tato situace obvykle znamená i větší technické a organizační nároky při přípravě a realizaci díla. V divadle se musí režisér vypořádat s faktem, že obě postavy nemohou na jevišti vystupovat současně. V televizi i v divadle pak nemůže být realizován reálný záběr, kde by hrály obě postavy zároveň v témže záběru, aniž by nebylo použito dvojníka nebo vhodného filmového či televizního triku. Je nutné počítat i s větší náročností při změně kostýmů, maskování a líčení u obou postav apod. Přesto se tato technika používá poměrně často zejména v případech, kdy scénář hry nebo filmu předpokládá například velkou fyzickou podobu obou postav, například u jednovaječných dvojčat nebo v situačních komediích a fraškách, které jsou založeny na záměně velmi podobných osob apod.
Na divadle také mohou nastat situace, kdy ve hře vystupuje větší množství různých postav, na které příslušný herecký soubor početně nestačí, proto se v tomto případě často využívají dvojrole a vícerole. Divadelní hra s vícero různými postavami je inscenačně náročnější a komplikovanější.

## Příklady děl

### Divadlo
- Brouk v hlavě – fraška Georgese Feydeaua
- Dlouhý, Široký a Krátkozraký – divadelní hra Zdeňka Svěráka a  Ladislava Smoljaka, role: princové Jasoň a Drsoň, hrál ji Miloň Čepelka, Marek Šimon a Pavel Vondruška

### Film
(řazeno chronologicky)
- Roztržené foto – český film z roku 1921, dvojroli zde hrál Josef Šváb-Malostranský
- Adam a Eva – český film z roku 1922, dvojrole zde hrály Suzanne Marwille a Marta Fričová
- Dobrý voják Švejk – český film z roku 1926, dvojroli zde hrál Karel Lamač
- Milenky starého kriminálníka – český film z roku 1927, dvojroli zde hrál Vlasta Burian
- Loupežník – český film z roku 1931, dvojroli zde hrál František Kovářík
- Lelíček ve službách Sherlocka Holmese – český film z roku 1932, dvojroli zde hrál Vlasta Burian a Lída Baarová
- Život je pes – československý film z roku 1933, dvojroli zde hrál Hugo Haas
- Nezlobte dědečka – český film z roku 1934, dvojroli zde hrál Vlasta Burian
- The Moon's Our Home – americký film z roku 1936, dvojrole zde hráli Margaret Sullavanová a Henry Fonda
- Tři vejce do skla – český film z roku 1937, dvojroli zde hrál Vlasta Burian
- Čaroděj ze země Oz – americký fantasy film z roku 1939, dvojrole zde hráli Frank Morgan, Ray Bolger, Bert Lahr
- Diktátor – americký film z roku 1940, dvojroli zde hrál Charles Chaplin
- Dr. Jekyll a pan Hyde – americký film z roku 1941, dvojroli zde hrál Spencer Tracy
- Kráska a zvíře – francouzský film z roku 1946, trojroli zde hrál Jean Marais
- Poslední mohykán – český film z roku 1947, dvojroli zde hrál Jaroslav Marvan
- Císařův pekař a Pekařův císař – český (dvoj)film z roku 1951, dvojroli císaře a pekaře vytvořil Jan Werich
- Jan Hus – český film z roku 1954, dvojroli Jana Husa a Jana Žižky vytvořil Zdeněk Štěpánek
- Hit and Run – americký film z roku 1957, dvojroli zde hrál Hugo Haas
- Myš, která řvala - britská komedie z roku 1959, trojroli hrál Peter Sellers
- Dva z onoho světa – český film z roku 1962, dvojroli zde hrál Oldřich Nový
- Až přijde kocour – český film z roku 1963 režiséra Vojtěcha Jasného, dvojroli zde hraje Jan Werich
- Mary Poppins – americký film z roku 1964, dvojroli zde hraje Dick Van Dyke
- Černý tulipán – francouzsko-italsko-španělský film z roku 1964, dvojroli zde hrál Alain Delon
- Paříž, když to hoří – americký film z roku 1964, dvojroli zde hrál William Holden,  Audrey Hepburnová, Grégoire Aslan, Raymond Bussières, Tony Curtis, Noël Coward
- Dr. Divnoláska aneb Jak jsem se naučil nedělat si starosti a mít rád bombu - americký film z roku 1964, trojroli zde hrál Peter Sellers
- Fantomas – francouzský film z roku 1964, dvojroli zde hrál Jean Marais
- Fantomas se zlobí – francouzský film z roku 1965, trojroli zde hrál Jean Marais
- Fantom Morrisvillu – český film z roku 1966, dvojroli zde hrál Oldřich Nový
- Fantomas kontra Scotland Yard – francouzský film z roku 1967, dvojroli zde hrál Jean Marais
- Brouk v hlavě – francouzsko-americký film z roku 1968, dvojroli zde hrál Rex Harrison
- Pane, vy jste vdova! – český film z roku 1970, dvojrole zde hráli Iva Janžurová a Eduard Cupák
- Morgiana – český film z roku 1972, dvojroli zde hrála Iva Janžurová
- Šest medvědů s Cibulkou – český film z roku 1972, dvojroli zde hrál Lubomír Lipský
- Muž z Acapulca – francouzský film z roku 1973, dvojroli zde hrálo více herců, zejména Jean-Paul Belmondo, Jacqueline Bissetová, Jean Lefebvre, René Barrera a Vittorio Caprioli
- Modrý pták – sovětsko-americký film z roku 1976 režiséra George Cukora, hlavní dvojroli zde hrála Elizabeth Taylorová
- Adéla ještě nevečeřela – český film z roku 1977 režiséra Oldřicha Lipského, malou dvojroli si zde zahrál Michal Dočolomanský
- Zvíře – francouzský film z roku 1977 režiséra Claude Zidiho s Jeanem-Paulem Belmondem v hlavní dvojroli
- Což takhle dát si špenát – český film z roku 1977 režiséra Václava Vorlíčka, dvojroli matky a dcery zde ztvárnila Iva Janžurová
- Zítra vstanu a opařím se čajem – český film z roku 1977 režiséra Jindřicha Poláka, dvojroli dvou bratrů dvojčat zde ztvárnil Petr Kostka
- Četník a mimozemšťané – francouzský film z roku 1979 režiséra Jeana Giraulta, dvojrole zde hrálo několik herců (Louis de Funès, Michel Galabru, Guy Grosso, Maurice Risch, Jean-Pierre Rambal, Michel Modo a Jacques Francois)
- Třetí princ – český film z roku 1982, dvojrole zde zahráli Pavel Trávníček a Libuše Šafránková
- Jára Cimrman ležící, spící – český film z roku 1983, Petr Čepek (vévoda František Ferdinand d'Este a jeho dvojník Nývlt), Jiří Kostka (císař František Josef I. a jeho dvojník Macháně), Zdeněk Svěrák (Jára Cimrman a jeho otec Leopold), Pavel Vondruška (Johann Strauss a dirigent školního sboru), Ladislav Smoljak (rodič na schůzce a hlas četníka)
- Dvojníci – italský film z roku 1984, dvojrole zde hráli Terence Hill a Bud Spencer
- Velká filmová loupež – český film z roku 1986, dvojrole zde hráli Oldřich Kaiser a Jiří Lábus
- Cesta do Ameriky – americký film z roku 1988 režiséra Johna Landise, dvojroli zde ztvárnil Eddie Murphy a Arsenio Hall
- Batman – americko-britský film z roku 1989, dvojroli zde hrál Jack Nicholson
- Pan Tau - tentokrát úplně jinak – český film z roku 1989, dvojroli zde hrál Otto Šimánek
- Joe kontra sopka – americký film z roku 1990, trojroli zde ztvárnila Meg Ryanová
- Dvojitý zásah – americký akční film z roku 1991, dvojroli hraje Jean-Claude Van Damme
- Batman se vrací – americký film z roku 1992, dvojrole zde hráli Michael Keaton, Danny DeVito a Michelle Pfeifferová
- Návštěvníci – francouzský film z roku 1993, dvojrole zde hráli Christian Clavier, Valérie Lemercier a Pierre Vial
- Batman navždy – americký film z roku 1995, dvojrole zde hráli Val Kilmer, Tommy Lee Jones, Jim Carrey a Chris O'Donnell
- Upír v Brooklynu – americký film z roku 1995, dvojroli zde hrál Eddie Murphy
- Mars útočí! – americký film z roku 1996, dvojroli zde hrál Jack Nicholson
- Zamilovaný profesor – americký film z roku 1996, dvojroli zde hrál Eddie Murphy
- Batman a Robin – americký film z roku 1997, dvojrole zde hráli Arnold Schwarzenegger, George Clooney, Chris O'Donnell, Uma Thurman a Alicia Silverstone
- Lost Highway – francouzsko-americký film z roku 1997, dvojroli zde hrála Patricia Arquette
- Tváří v tvář – americký film z roku 1997, dvojrole zde hráli John Travolta a Nicolas Cage
- Návštěvníci 2: V chodbách času – francouzský film z roku 1998, dvojrole zde hráli Christian Clavier, Muriel Robin a Pierre Vial
- Muž se železnou maskou – americký film z roku 1998, dvojroli zde hraje Leonardo DiCaprio
- Past na rodiče – americký film z roku 1998, dvojroli dvojčat zde ztvárnila Lindsay Lohanová
- Seznamte se, Joe Black – americký film z roku 1998, dvojroli zde hrál Brad Pitt
- Zorro: Tajemná tvář – americko-mexický film z roku 1998, dvojrole zde hráli Antonio Banderas a Anthony Hopkins
- Ospalá díra – americký film z roku 1999, dvojroli zde hrála Miranda Richardsonová
- Trhák pana Bowfingera – americký film z roku 1999, dvojroli zde hrál Eddie Murphy
- Dvojrole – český film z roku 1999, dvojroli zde hrála Tereza Brodská
- Zamilovaný profesor 2: Klumpovi – americký film z roku 2000, dvojroli zde hrál Eddie Murphy
- Pán prstenů – filmová trilogie z let 2001–2003, trojroli trpaslíka Gimliho, jeho otce Glóina a enta Stromovouse ztvárnil John Rhys-Davies, trojroli skřeta Lurtze, skřeta Gothmoga a Pána nazgûlů ztvárnil Lawrence Makoare a dvojroli gondorského archiváře a Círdana ztvárnil Michael Elsworth
- Císařovy nové šaty – německo-italsko-britský film z roku 2001, dvojroli zde hrál Ian Holm
- Goebbels und Geduldig – německý film z roku 2001, dvojroli hraje Ulrich Mühe
- Návštěvníci: Cesta do Ameriky – francouzský film z roku 2001, dvojroli zde hrála Christina Applegate
- Mach, Šebestová a kouzelné sluchátko - český film z roku 2001, dvojroli ztvárnila Iva Janžurová
- Z pekla štěstí 2 - český film z roku 2001, dvojroli zde hrál Karel Gott
- Adaptace – americký film z roku 2002, dvojroli zde hrál Nicolas Cage
- Austin Powers - Goldmember – americký film z roku 2002, dvojroli zde hrál Mike Myers
- Italské prázdniny – americký film z roku 2003, dvojroli zde zahrála Hilary Duffová
- Otisk – německý film z roku 2003, dvojroli zde hrála Franka Potente
- Petr Pan – britsko-americký film z roku 2003, dvojroli hraje Jason Isaacs
- Polární expres – americký film z roku 2004, dvojroli zde hrál Tom Hanks
- Batman začíná – americký film z roku 2005, dvojroli zde hrál Christian Bale
- Goyovy přízraky – španělsko-americký film z roku 2006, dvojroli zde hrála Natalie Portmanová
- Ghost Rider – americký film z roku 2007, dvojroli zde hrál Nicolas Cage
- Chyťte doktora – český film z roku 2007, dvojroli zde ztvárnila Tatiana Vilhelmová
- Norbit – americký film z roku 2007, dvojroli zde hrál Eddie Murphy
- ROMing – český film z roku 2007, trojroli zde hrál Vladimír Javorský
- Kronika rodu Spiderwicků – americký film z roku 2008, dvojroli zde hrál Freddie Highmore
- Seznamte se s Davem – americký film z roku 2008, dvojroli zde hrál Eddie Murphy
- Temný rytíř – americký film z roku 2008, dvojrole zde hráli Christian Bale, Aaron Eckhart a Cillian Murphy
- Zapomenutý ostrov – americký film z roku 2008, dvojroli zde hrál Gerard Butler
- Rozervaná objetí – španělský film z roku 2009, dvojroli zde hrál Lluís Homar
- Leaves of Grass – americký film z roku 2009, dvojroli zde hrál Edward Norton
- Peklo s princeznou – český film z roku 2009, dvojroli zde hrál Martin Stránský
- Dvojníci – český film z roku 2016, dvojroli zde hrál Ondřej Sokol

### Televize
- Pan Tau – česko-německo-rakouský televizní seriál z roku 1969, dvojroli zde hrál Otto Šimánek
- Princ a chuďas – český televizní dvoudílný film z roku 1971 natočený podle předlohy Marka Twaina, dvojroli zde hraje Roman Skamene
- Kouzelná školka – český pořad pro děti vysílaný od roku 1999, dvojroli Jitky a pratety Alžběty zde hraje Jitka Molavcová
- On je žena! – český televizní seriál z roku 2005, dvojroli zde hrála Ivana Chýlková
- 3 plus 1 s Miroslavem Donutilem, díl Smolaři, část Dvojčata , dvojroli zde hrál Miroslav Donutil
- Ach, ty vraždy!, díl Archiv Felixe Burgeta, dvojroli zde hrála Jiřina Bohdalová